# Гаргојл
Гаргојл је назив за кишне одводе, којима се избацује кишница из кровног олука, у облику гротескних животиња, људских фигура или химера, фантастичних замишљених звери, а који се истовремено користе за украшавање катедрала и јавних зграда.

## Етимологија
Назив потиче од француске сложенице gargouille: Први део garg- од познолатинског глагола gargarizare, односно старогрчког γαργαρίζω = испирати грло. Овај корен потврђује ономатопејски карактер назива, јер имитира гргољење. Други део речи је варијација речи gueule (старофранцуски goule, од латинског gula) —ждрело.

## Значење ликова
По неким ауторима њихова улога је и да терају невернике од цркве на којој се налазе, или да својим ужасним изгледом и стравичним лицима штите цркву од злих духова и демона.
Овако пише Бернард од Клервоа у XII веку описујући гротескну декорацију цркава подигнутих у то време у западној Европи.
| „ | Шта та фантастична чудовишта раде у клаустру пред очима братије која чита? ... Шта значе ови нечисти мајмуни, ови дивљи лавови и чудовишна створења? Са којом сврхом су овде постављена ова створења, полузвери, полуљуди или ови пегави тигрови? Видим неколико тела са једном главом и неколико глава са једним телом. Овде је четвороножац са змијском главом, тамо риба са главом четвороношца, тамо опет животињски полукоњ-полујарац. ... Сигурно ако не поцрвенимо због таквих апсурда, требало би барем да пожалимо што смо трошили време гледајући их. | ” |

Германска и келтска митологија их виде као исконски зла бића, која ноћу тумарају и притом отимају и једу децу, а дању се окамене, чекајући нову ноћ. Француска легенда, везана за гаргојле руанског Нотр Дама, повезана је са Јованком Орлеанком. Легенда каже да их је пламен ломаче, на којој је Јованка спаљена, пробудио из каменог сна, па када су видели да је девица спаљена, осветили су се граду; следећег јутра Руан је освануо са стотинама мртвих људи по улицама.

## Историјат
- Реплика хеленистичког гаргојла
(Јасмин Хамамет, Тунис)
- Антропоморфни гаргојл са Келнске катедрале.
- Зооморфни гаргојл са Келнске катедрале.
- Гаргојли на готској цркви у Бриселу.
- Гаргојл на Палати гувернера у Барселони.
- Орао са Крајслеровог облакодера у Њујорку

Гаргојли су масовно унети у архитектуру током ране готике због потребе одвођења корозивне кишнице од темеља цркава и катедрала и било их је релативно мало. Они су прво били дрвени и масивни, а тек касније од камена. Како је уочена њихова декоративност, тако се повећавао њихов број на објектима па је било и оних који уопште нису спроводили воду него су били само декорација, када су у наким деловима Западне Европе добијали друге називе: гротеске, химере, бос; а на словенским језицима сворник (чешки) или склепник (словеначки). „Дуомо“ миланска готска катедрала, украшена је са 135 гаргојла, различитих величина.
Украшавање одводних олука извајаним главама животиња није нешто што је производ готике. Налазимо их код у старогрчкој и египатској архитектури, као и у Помпејима.
После епохе готике гаргојли су остали елеменат многих архитектонских објеката. Тако се срећу у Барселони на Палати гувернера (Palacio del Gobernador) ван Фербума (Joris Prosper van Verboom) из 1727, па и у савременој архитектури као на пример арт деко орлови на Крајслеровом облакодеру у Њујорку.

## Гаргојли у уметности
Амерички бакрописац Џон Тејлор Армс (1887-1953) живо се заинтересовао за гаргојле који су украшавали велике готске катедрале. 1920. године Армс је почео да се фокусира на готичку архитектуру, којој је посветио већину својих цртежа и бакрописа. Писао је:
| „ | Одувек сам волео овај стил, јер је за мене комбиновао све лепо у здању које је човек створио - величанствене размере, лепоту пропорција и богатство детаља. Постепено сам схватио да проводим све више времена у проучавању њихове замршености и скицирању, прво на папиру, а затим и на бакарној плочи. | ” |

У почетку се ограничавао на детаље, али 1920. године започео је серију „Гаргојли“, „чија израда му је причињавала бескрајно задовољство“. Већина плоча направљена је између 1920. и 1924. године, једна је завршена 1929. године, а последња из серије 1947. године. Серија „Гаргојли“ мотивисана је жељом да изрази Армсов романтични одговор на готички период. Урадио је 14 плоча на којима се огледа неуобичајена наклоност аутора према субјекту – гротескним каменим скулптурама, приказавши не само спољашњи изглед већ и унутрашњи дух.